# Ballots, Mayenne

Ballots este o comună în departamentul Mayenne, Franța. În 2009 avea o populație de 1,244 de locuitori.